# 지랄발광 17세
《지랄발광 17세》(영어: The Edge of Seventeen)는 2016년 11월에 개봉한 미국의 성년기를 소재로 한 드라메디 영화이다. 감독 데뷔작인 이 영화에서 켈리 프리먼 크레이그는 감독과 각본을 맡았다. 2016년 9월 18일, 토론토 국제 영화제에서 초연되었고, 2016년 11월 18일 미국 현지에서 개봉했다. 대한민국에는 2017년 6월 개봉했다.
수업이 이루어지는 교실에서 다수의 전범기가 나온다. 한국인인 인물이 큰 비중으로 나오는 영화임에도 그가 듣는 교실에서 전범기가 나오는데 극중 비중이 높은 교사의 교실이기에 자주 등장한다.

## 줄거리
네이딘은 어려서부터 시니컬하고 삐딱한 성격의 소유자였다. 친구는 비교적 차분한 성격의 크리스타 한 명뿐이다. 오빠인 데리언은 네이딘과 달리 잘생기고 친구도 많았으며, 어머니 모나도 오빠만 편애하곤 했다. 그나마 아버지가 네이딘을 챙겨주었지만, 몇 년 전 심장마비로 죽었다. 17세가 된 네이딘은 여전히 자신감이 없다. 역사 수업을 같이 듣는 어윈이라는 남학생이 그녀에게 관심을 보이지만 네이딘은 닉이라는 비행청소년을 남몰래 짝사랑하고 있다.
어머니가 남자친구와 여행을 가서 집에 없게 되자, 네이딘은 크리스타를 불러 밤새 놀게 된다. 그런데 네이딘이 숙취로 쓰러진 사이 크리스타는 데리언과 눈이 맞게 되고, 네이딘이 아침에 눈을 떠보니 둘은 이미 잠자리를 같이 한 뒤였다. 하나뿐인 친구가 싫어하는 오빠와 사귀게 된 것에 네이딘은 큰 충격을 받는다. 크리스타는 네이딘을 위로했지만, 며칠 뒤 데리언과 함께 간 파티에서 크리스타는 네이딘 대신 다른 친구들을 사귀게 된다. 겉돌던 네이딘은 집으로 돌아와서는 홧김에 어윈에게 연락해 놀이공원에 놀러간다. 어윈이 키스를 시도하지만 네이딘은 거부한다. 헤어지기 전 네이딘은 어윈이 노신사처럼 좋은 사람이라는 미묘한 칭찬을 남긴다.
학교에서 네이딘은 크리스타에게 오빠에게 금방 차일 거라는 폭언을 하고 둘은 절교하게 된다. 담임인 브루너 선생에게 위로는 받았지만 그 이후 내내 우울해져 있던 네이딘은 어윈의 연락을 받고 그의 집으로 향한다. 어윈네 집은 상당한 부잣집이었다. 네이딘은 어윈이 미술에 소질이 있고 단편 애니메이션 영화를 준비하고 있음을 알게 된다.
크리스타와 절교한 뒤 네이딘은 어머니의 차를 타고 등교한다. 그러나 학교에서 크리스타를 피하는 모습을 본 어머니 모나는 어쩔 수 없이 딸을 회사로 데리고 간다. 회사에서 모녀는 티격태격하고 모나는 아버지가 네 모습을 보면 실망할 거라고 쏘아붙인다. 화가 난 네이딘은 어머니의 차를 훔쳐 타고 떠나 버린다. 그러고는 자포자기한 심정으로 짝사랑하던 닉에게 구애하는 메시지를 쓰다가, 실수로 전송 버튼을 눌러 버린다. 절망한 네이딘은 브루너 선생을 찾아가 자살하고 싶다고 토로한다. 그런데 닉으로부터 데이트하자는 답장이 도착하고, 이에 네이딘은 신이 나서 몸치장을 한껏 하고는, 쫓아오는 어머니를 따돌리고 밤중에 닉을 만나러 간다.
네이딘을 자동차에 태우고 외진 곳으로 간 닉은 네이딘과 카섹스를 하려 한다. 네이딘은 당황해서 그를 거부하고 닉은 이것 때문에 찾아온 거 아니냐면서 불평한다. 화가 난 네이딘은 그를 떠나지만, 집으로 돌아갈 수 없어 결국 브루너 선생에게 연락해 그의 집에 들른다. 일전에 독신이라고 놀렸던 것관 달리 브루너 선생은 건실한 가정이 있었던 것에 네이딘은 놀란다. 한편 모나는 데리언을 불러 네이딘을 데려오게 하는데, 곧 그녀 또한 남편의 죽음으로 힘든 처지임을 자각한다. 데리언은 브루너 선생의 집으로 네이딘을 찾아가지만 네이딘은 오빠가 자기만 생각한다면서 거절한다. 이에 데리언은 아버지 대신 집안을 챙겨야 했던 자신의 힘들었던 속내를 고백한다. 네이딘은 브루너 선생의 차를 타고 집으로 돌아온 뒤, 데리언에게 자신의 자기혐오와 열등감 등을 고백하며 사과한다.
다음날 한껏 밝아진 네이딘은 오빠와 크리스타와의 앙금을 풀고 극장에서 상영하는 어윈의 작품을 보러간다. 내용은 외계인 소년이 자기를 거부하던 소녀를 위기에서 구출한다는 것이었다. 네이딘은 어윈에게 그간의 일을 사과하고 어윈은 자신의 친구들에게 네이딘을 소개한다.

## 출연
- 헤일리 스타인펠드/리나 레나(아역) - 네이딘 프랭클린
- 우디 해럴슨 - 브루너 선생
- 헤일리 루 리처드슨/에이바 그레이스 쿠퍼(아역) - 크리스타
- 블레이크 제너/크리스천 마이클 쿠퍼(아역) - 대리언 프랭클린
- 헤이든 쓰투 - 어윈 김
- 키라 세지윅 - 모나 프랭클린
- 에릭 킨리사이드 - 톰 프랭클린
- 알렉산더 캘버트 - 닉 모스먼
- 네스타 쿠퍼 - 섀넌
- 메러디스 먼로 - 그리어 브루너